# العلاقات الدنماركية التوفالية
العلاقات الدنماركية التوفالية هي العلاقات الثنائية التي تجمع بين الدنمارك وتوفالو.

## مقارنة بين البلدين
هذه مقارنة عامة ومرجعية للدولتين:
| وجه المقارنة                                              | الدنمارك                                                     | توفالو                         |
| --------------------------------------------------------- | ------------------------------------------------------------ | ------------------------------ |
| المساحة (كم2)                                             | 42.92 ألف                                                    | 26                             |
| عدد السكان (نسمة)                                         | 5.79 مليون                                                   | 11.19 ألف                      |
| الكثافة السكانية (ن./كم²)                                 | 134.9                                                        | 43.04 ألف                      |
| العاصمة                                                   | كوبنهاغن                                                     | فونافوتي                       |
| اللغة الرسمية                                             | اللغة الدنماركية                                             | اللغة التوفالوية، لغة إنجليزية |
| العملة                                                    | كرونة دنماركية                                               | دولار توفالو                   |
| الناتج المحلي الإجمالي (بليون دولار)                      | 324.87 مليار                                                 | 39.73 مليون                    |
| الناتج المحلي الإجمالي (تعادل القوة الشرائية) بليون دولار | 278.61 مليار                                                 | 38.93 مليون                    |
| الناتج المحلي الإجمالي الاسمي للفرد دولار أمريكي          | 51.99 ألف                                                    | 3.29 ألف                       |
| الناتج المحلي الإجمالي للفرد دولار أمريكي                 | 45.54 ألف                                                    | 3.77 ألف                       |
| مؤشر التنمية البشرية                                      | 0.900                                                        |                                |
| رمز المكالمات الدولي                                      | +45                                                          | +688                           |
| رمز الإنترنت                                              | .dk                                                          | .tv                            |
| المنطقة الزمنية                                           | توقيت وسط أوروبا، ت ع م+02:00، ت ع م+01:00، أوروبا/كوبنهاجن ‏ | ت ع م+12:00                    |

## منظمات دولية مشتركة
يشترك البلدان في عضوية مجموعة من المنظمات الدولية، منها:
| علم المنظمة | اسم المنظمة                   | تاريخ انضمام الدنمارك | تاريخ انضمام توفالو |
| ----------- | ----------------------------- | --------------------- | ------------------- |
|             | منظمة حظر الأسلحة الكيميائية  | ?                     | ?                   |
|             | الأمم المتحدة                 | 24 أكتوبر 1945        | 5 سبتمبر 2000       |
|             | يونسكو                        | 4 نوفمبر 1946         | 21 أكتوبر 1991      |
|             | مؤسسة التنمية الدولية         | 30 نوفمبر 1960        | 24 يونيو 2010       |
|             | بنك التنمية الآسيوي           | 1966                  | 1993                |
|             | البنك الدولي للإنشاء والتعمير | 30 نوفمبر 1960        | 24 يونيو 2010       |
|             | الاتحاد البريدي العالمي       | ?                     | ?                   |
|             | الاتحاد الدولي للاتصالات      | 1866                  | 15 أغسطس 1996       |

## وصلات خارجية
- موقع وزارة الخارجية الدنماركية